# Fibbia

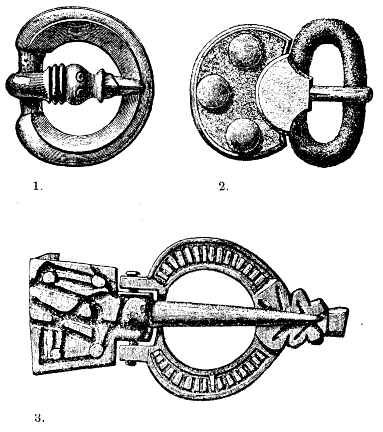
Antiche fibbie in bronzo svedesi

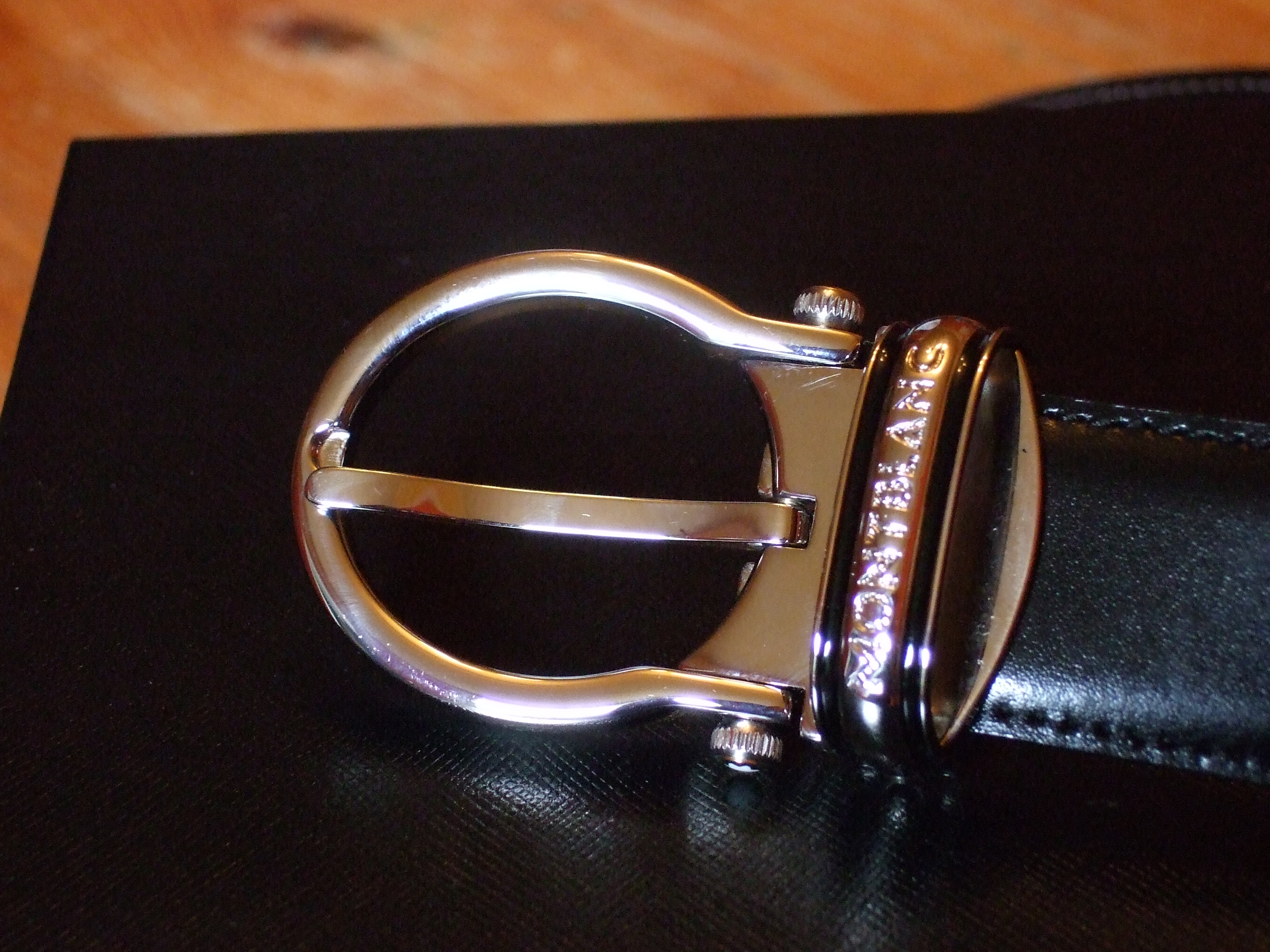
Moderna fibbia da cintura

La fibbia è la parte terminale della cintura che ne consente l'allacciamento.

## Descrizione
È formata da una cornice che può avere varie forme (circolare, rettangolare...) e può essere costituita da diversi materiali, generalmente metallo o materiale plastico. La cintura viene fatta passare all'interno della cornice e assicurata tramite un ardiglione che va a inserirsi in uno dei fori praticati sulla cintura.
L'uso di fibbie è documentato fin dall'antichità e ci sono pervenuti numerosi pezzi di oreficeria finemente decorati.
Oltre che funzione di chiusura, in borse, ghette, tascapane, valigie, ha funzione decorativa, in questo caso può essere molto appariscente sia per le grosse dimensioni sia per la decorazione, come su calzature e capi di abbigliamento.

## Storia
Le fibbie romane in bronzo erano disponibili in vari tipi. Non solo utilizzate per scopi pratici, queste fibbie erano anche decorate. Una fibbia romana di tipo I era decorata o semplice e consisteva in ornamenti geometrici. Le fibbie romane di tipo IA erano simili alle fibbie di tipo I ma differivano per essere lunghe e strette, realizzate in doppia lamiera e attaccate a piccole fibbie a forma di D (principalmente avevano teste di delfino come decorazioni). Le "fibbie" di tipo IB erano ancora più simili alle fibbie di tipo IA, l'unica differenza è che invece di teste di delfino, erano adornate con teste di cavallo. C'erano anche fibbie di tipo II (tipo IIA e tipo IIB) usate dai Romani, ma tutti i tipi di fibbie romane potevano servire anche per abbigliamento semplice e, principalmente, a scopo militare. 
A parte l'uso pratico che si trova nelle fibbie romane, le fibbie scite e sarmate incorporavano motivi animali caratteristici delle rispettive arti decorative. Questi motivi rappresentavano spesso animali impegnati in combattimenti mortali. Tali motivi furono importati da molti popoli germanici e le fibbie delle cinture erano evidenti nelle tombe dei Franchi e dei Burgundi. Per tutto il Medioevo la fibbia fu usata soprattutto come ornamento fino alla seconda metà del XIV secolo, quando la cintura e la fibbia cavalleresche assunsero la sua forma più evoluta. 
Le fibbie rimasero in uso esclusivamente dai ricchi fino al XV secolo, quando le migliori tecniche di fabbricazione permisero di produrre facilmente un oggetto modellato più economico a disposizione della popolazione generale.

## Componenti
La fibbia è costituita essenzialmente da quattro componenti principali: il telaio o cornice, il fodero, la barra e il perno. Le più antiche fibbie romane hanno una semplice cornice a forma di "D", in cui il dente o linguetta si estende da un lato all'altro. Nel XIV secolo emersero fibbie con cornice a doppio anello o a forma di "8". Le punte di queste fibbie si attaccano al montante centrale. La comparsa di fibbie in più parti con cappucci e perni rimovibili, che si trovavano comunemente sulle scarpe, avvenne nel XVII secolo.

### Cornice (o telaio)

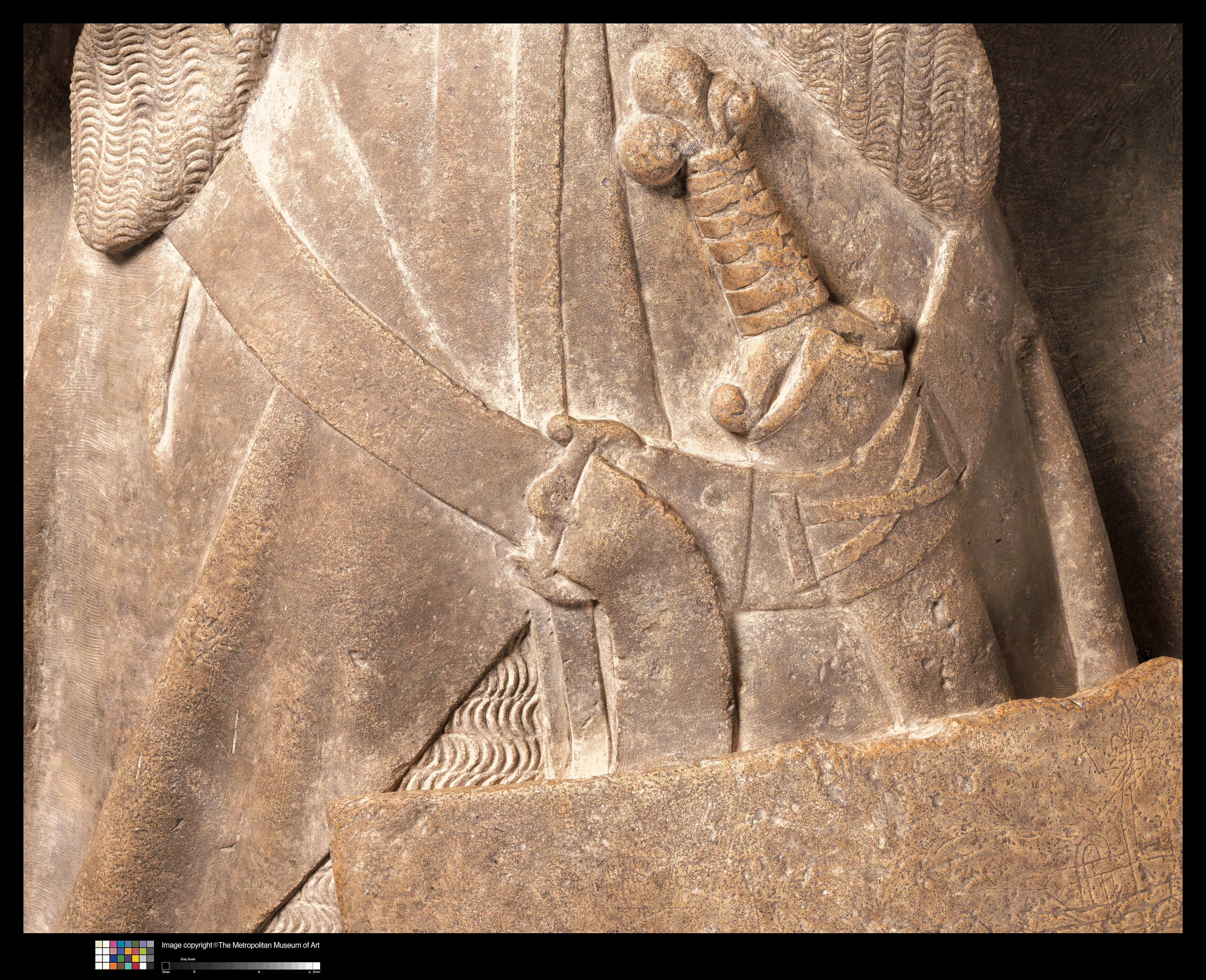
Particolare di un cavaliere della famiglia d'Aluye che porta la spada alla cintura con fibbia

Il telaio è la parte più visibile della fibbia e tiene insieme le altre parti di essa. I telai con fibbia sono disponibili in varie forme, dimensioni e decorazioni. La forma della cornice può essere un semplice quadrato o rettangolo, ma anche ovale o circolare. Una curva inversa del telaio indicava che l'intera fibbia doveva essere utilizzata per fissare un materiale spesso, come la pelle. Poiché la cornice è la parte più grande della fibbia, su di essa vengono posizionate tutte le decorazioni. Esse spaziano da forme a cuneo, riferimenti di immagini a persone e animali e insegne di un'organizzazione.
La parte del telaio che attraversa la cinghia prima di infilare la linguetta o la punta attraverso il foro viene spesso definita "barra terminale". La "barra centrale" tiene la linguetta e la parte (se presente) che tiene in posizione la punta del cinturino è chiamata "custode" o "barra custode"; questi termini sono usati quando sono necessarie informazioni aggiuntive per descrivere una fibbia per le misurazioni o il disegno preparatorio. Se un pezzo separato di pelle o metallo è attaccato al cinturino per tenere la punta della cintura in posizione, a volte viene anche chiamato "custodia".

### Fodero
Sulla barra possono essere montati cappucci di vari modelli per consentire di fissare un'estremità della cinghia prima di farlo con l'altra estremità regolabile. Ciò ha reso le fibbie facilmente rimovibili e intercambiabili, portando a un vantaggio significativo, poiché le fibbie erano piuttosto costose. I denti e le punte delle calotte semicircolari hanno danneggiato le cinghie, rendendo necessarie frequenti riparazioni del materiale. Le fibbie dotate di cappucci a forma di "T", di ancora o di vanga evitavano questo problema ma avevano bisogno di un'estremità scanalata nella cintura per accomodarle. 
Le fasce della fibbia della cintura sono spesso realizzate a forma di piastra.

### Perno
Il perno è tipicamente realizzato in acciaio o altri tipi di metallo. Nelle cinture convenzionali, il perno si inserisce attraverso la fibbia per fissare il materiale a una lunghezza preimpostata. 
Il perno è solitamente indicato come la linguetta della fibbia in America, come in "fibbia con linguetta bloccata". Il perno viene utilizzato solo quando la lingua è fissata in modo permanente in posizione. 

### Barra
La barra serve per tenere uniti il fodero e il perno al telaio. La fibbia incorporava una barra mobile che si basava sulla tensione della cintura regolata per mantenerla in posizione.

## Materiali

### Metallo
Le prime fibbie conosciute a essere utilizzate erano realizzate in bronzo per la loro resistenza e durata per l'uso militare. 
Negli ultimi cento anni, le fibbie sono state realizzate in ottone (una lega di rame e zinco). Nel XVIII secolo le fibbie in ottone incorporavano sbarre, cappucci e rebbi di ferro a causa del fatto che le parti della fibbia erano realizzate da diversi produttori. L'argento è stato utilizzato anche nella produzione di fibbie per la sua malleabilità e per essere forte e durevole con una lucentezza forte. Il metallo bianco, qualsiasi composto metallico brillante, veniva utilizzato anche in tutti gli stili di fibbie; tuttavia, se era presente del ferro, si formava della ruggine se veniva lasciato esposto e rimaneva in condizioni di umidità.

### Perla
Le fibbie di perle sono state realizzate con conchiglie perlate e di solito per abiti da donna. Poiché per realizzare una fibbia era necessaria una superficie piana di dimensioni ragionevoli, l'ostrica era comunemente usata per realizzare questo tipo di fibbie. La qualità e il colore variano da strati di giallo e bianco a marrone o grigio. 

### Legno
Quando i materiali preferiti erano scarsi durante la Grande depressione degli anni 1930 e le due guerre mondiali, le fibbie divennero una priorità bassa e i produttori dovevano trovare il modo di continuare a produrle a buon mercato. I produttori optarono per il legno come alternativa economica poiché era facilmente lavorabile a mano o con semplici macchinari imprimendo i disegni sul legno stesso. Ma ciò non era esente da problemi. Qualsiasi tentativo di ravvivare l'aspetto opaco del legno con disegni dipinti o abbellimenti di intonaco era immediatamente annullato se la fibbia fosse stata lavata.

### Pelle
Le fibbie non erano interamente realizzate in pelle perché una struttura e una barra di pelle non sarebbero state abbastanza forti per trasportare un dente o l'intero peso della cintura e qualsiasi cosa la cintura e la fibbia intendano sostenere. Tuttavia, la pelle (o camoscio tinto, più comune per abbinare il colore di un capo da donna) era usata più come "copricostume" per materiali economici che per creare un prodotto di valore. 

### Vetro
Le fibbie non erano fatte di vetro; piuttosto il vetro era usato come elemento decorativo che copriva l'intera struttura di una fibbia metallica. Un metodo per creare fibbie di vetro consisteva nell'incollare singoli dischi di vetro sul telaio metallico. Un altro metodo più complicato consisteva nell'incastrare un filo nella parte posteriore di un disco di vetro, quindi infilare il filo attraverso un foro nella cornice zigrinata della fibbia. Il vetro è stato ulteriormente fissato piegandolo sul retro del telaio o allargato come un rivetto. 

### Polimeri
La celluloide, un tipo di termoplastico inventato nel 1869, fu usata con parsimonia e solo per la decorazione fino al primo dopoguerra dove iniziò a essere prodotta su scala commerciale più ampia. Dopo la seconda guerra mondiale, l'industria chimica ha visto una grande espansione in cui la celluloide e altre materie plastiche come la caseina e la bachelite costruirono la base dell'industria della fabbricazione di fibbie. Molti polimeri termoplastici come il nylon sono ora utilizzati nelle fibbie a scatto per un'ampia varietà di applicazioni.

## Tipi

### Chiusura e fibbia

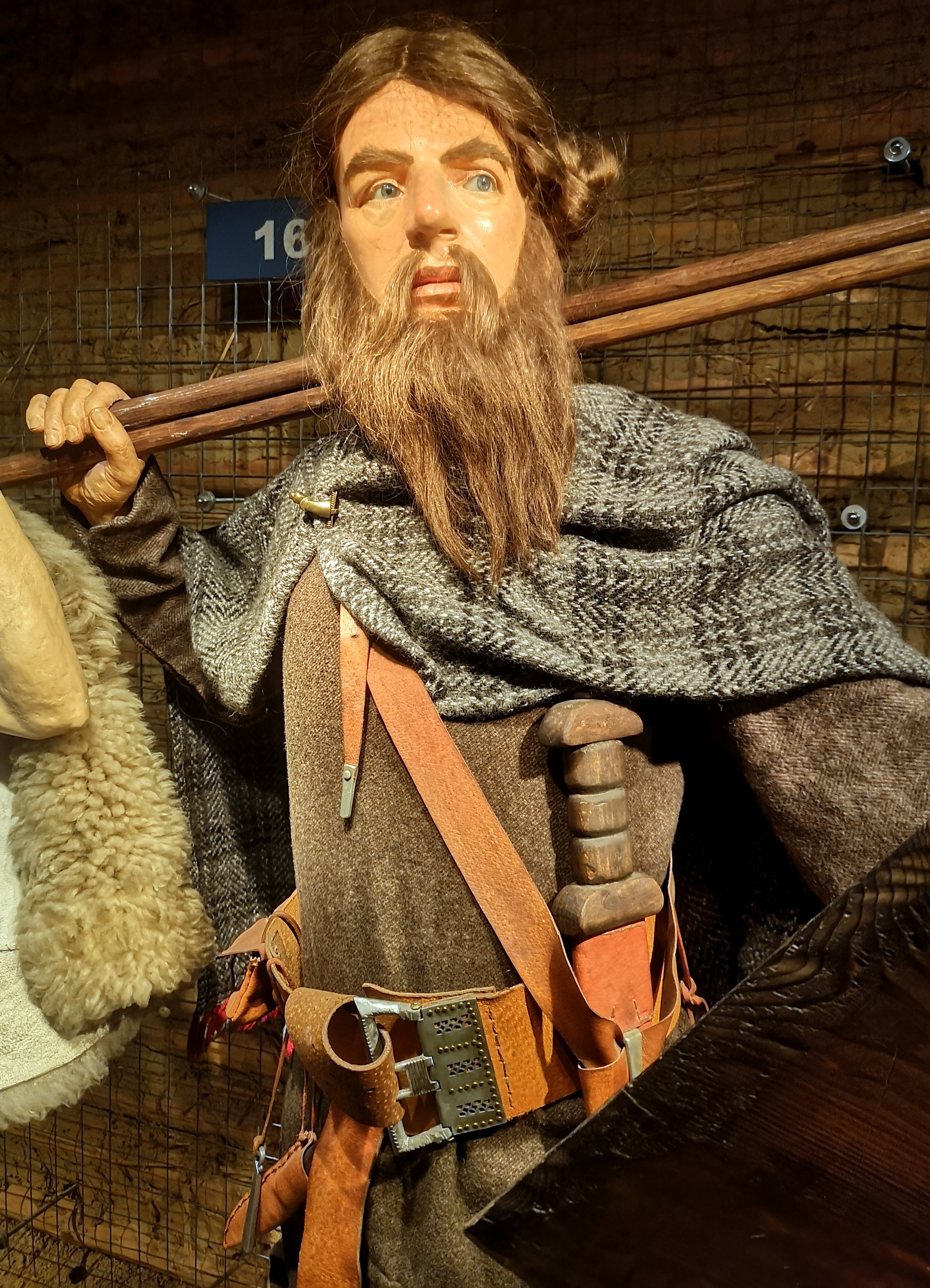
Ricostruzione di guerriero vandalico con spada alla cinta con fibbia, circa 160 d.C., Cracovia

Sebbene qualsiasi dispositivo che serva a fissare due estremità libere sia chiamato genericamente fibbia, se è costituito da due pezzi separati con uno per un gancio e l'altro per un anello, dovrebbe essere chiamata chiusura. Le chiusure divennero sempre più popolari all'inizio del XIX secolo con un chiaro svantaggio: poiché ogni estremità della cintura era fissata a ciascun gancio, la dimensione della cintura in genere non era regolabile a meno che non fosse inserito un pannello elastico.

### Chiusura con fibbia a scorrimento
Una fibbia senza cappa o senza rebbi è chiamata "a scorrimento" (slide). Potrebbe essere stata progettata in questo modo particolare fin dall'inizio oppure potrebbe aver perso i suoi rebbi a causa dell'uso continuo. Questo tipo era spesso utilizzato nella confezione di abiti da casa (l'estremità della cintura era fissata con il semplice gancio e occhiello) ed era utilizzata esclusivamente per la decorazione di oggetti come i frontali delle scarpe per nascondere la vestibilità elastica poco attraente. 

### Fibbia (per cintura) convenzionale
La fibbia della cintura è la fibbia convenzionale con telaio, barra e dente che offre la chiusura più affidabile e facile da usare per una cintura. Non intende, per design, offrire molto spazio per la decorazione, ma per la sua affidabilità collaudata nel tempo. 

### Fibbia a sgancio laterale
Una fibbia a scatto convenzionale formata da un elemento "maschio" (l'estremità del gancio) e un elemento "femmina" (l'estremità di inserimento). L'elemento maschio è costituito da un'asta centrale e due rebbi a molla equidistanti dall'asta centrale. I due bracci a molla hanno ciascuno un blocco di ritegno che termina all'estremità anteriore. L'elemento femmina ha un lato anteriore aperto e due fori laterali che trattengono e fissano i due bracci a molla dell'elemento maschio. Questo tipo di fibbia può essere trovata su molti oggetti legati con cinghie come imbracature per animali domestici, imbracature di sicurezza, giacche galleggianti personali, marsupi, borse, cinture, imbracature per armi e stivali. È anche conosciuta come "fibbia del paracadute".

## Galleria d'immagini

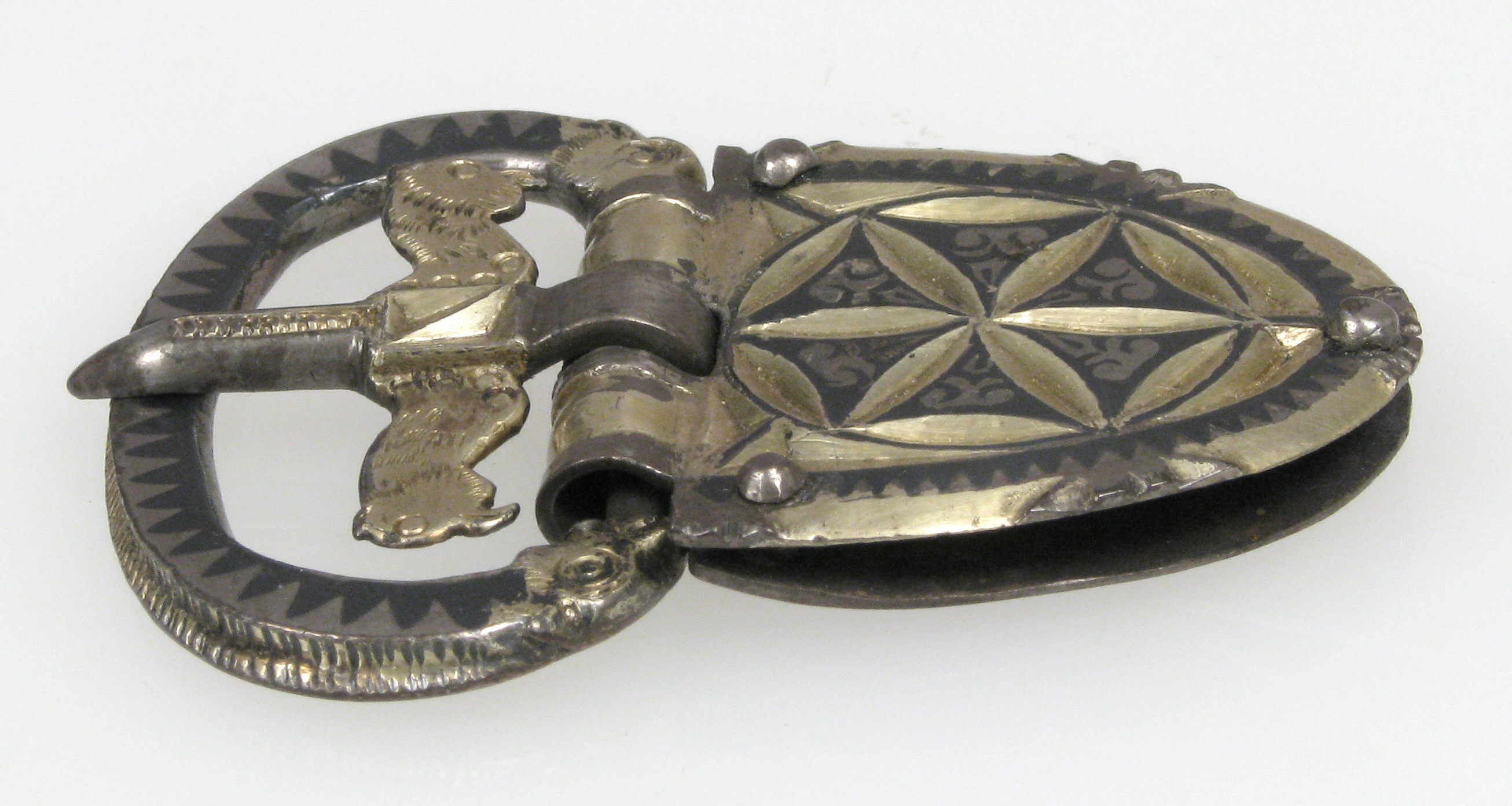
Tardo romano; fibbia in metallo e argento
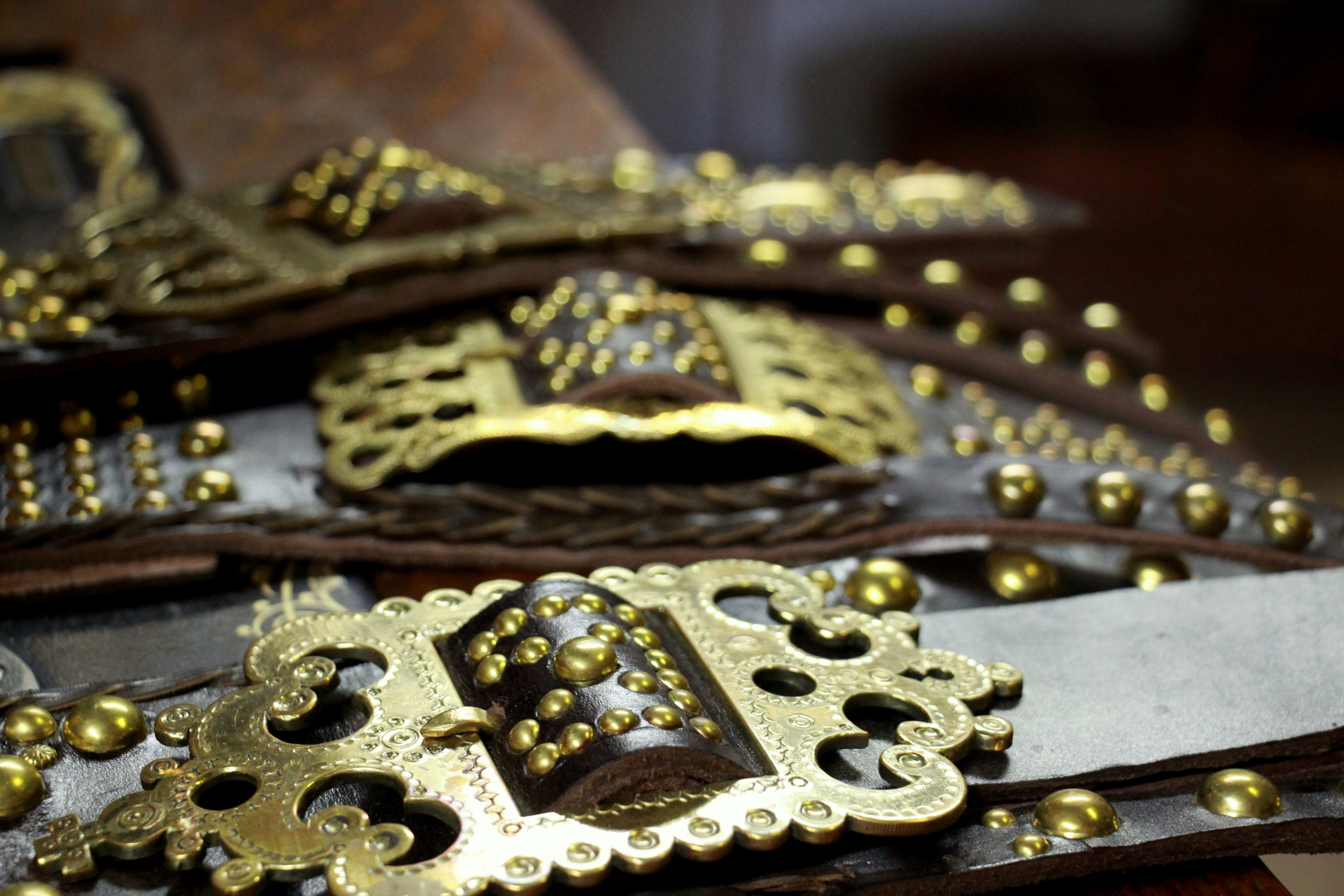
Fibbie per cinture in ottone decorate, Slovacchia
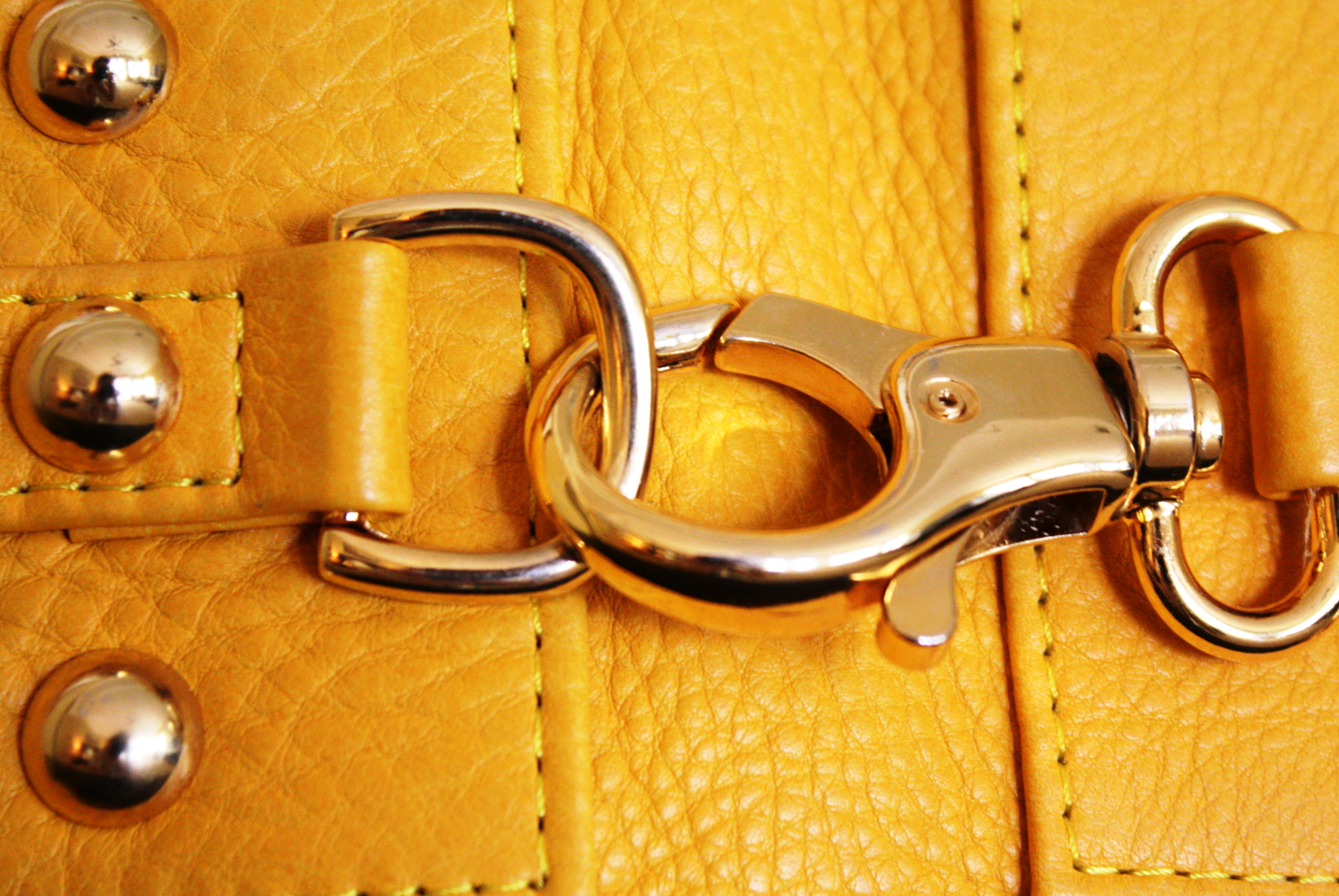
Chiusura a moschettone
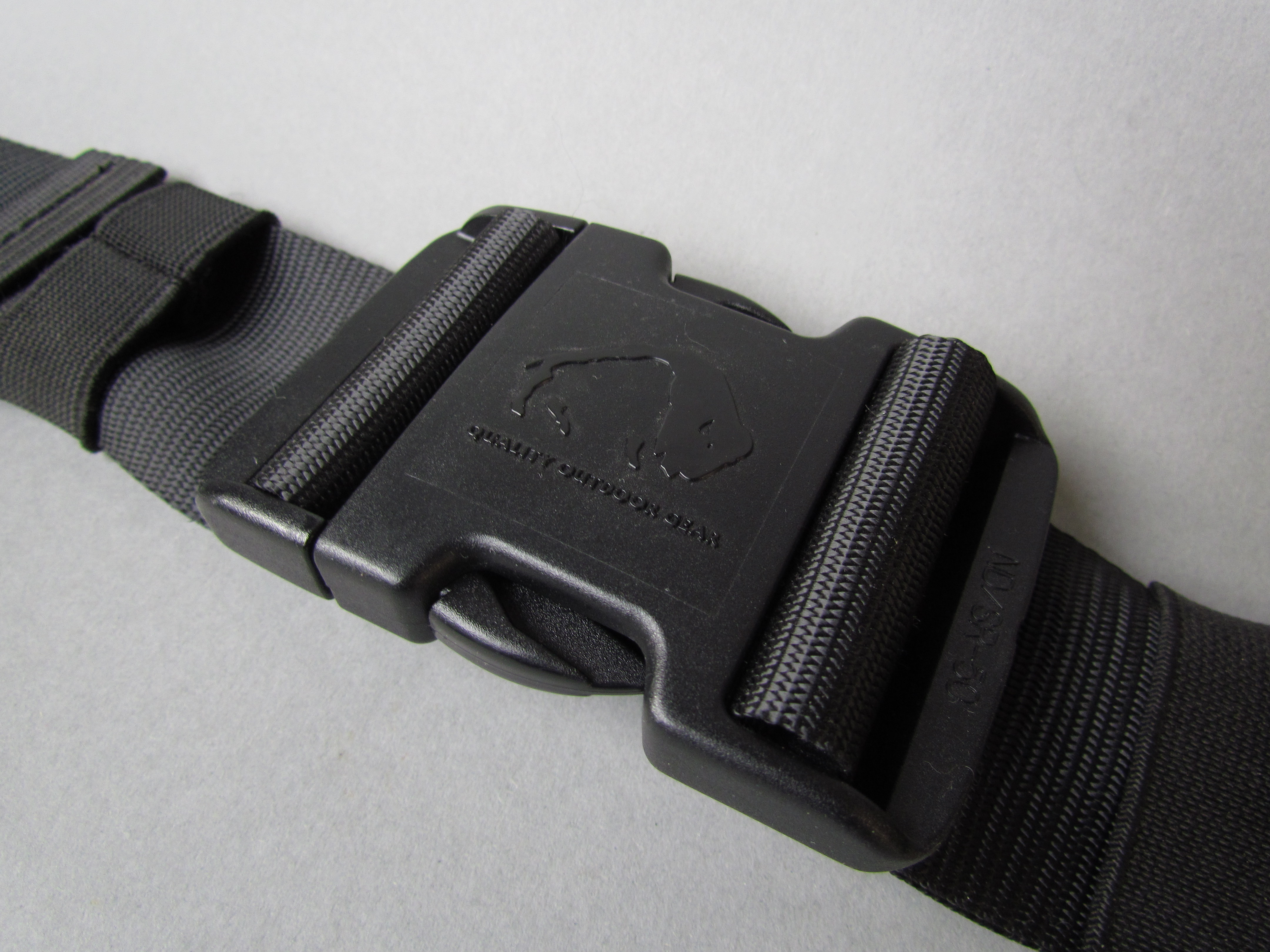
Una fibbia a sgancio laterale